# Saint-Angel (Puy-de-Dôme)
 Saint-Angel  es una población y comuna francesa, situada en la región de Auvernia, departamento de Puy-de-Dôme, en el distrito de Riom y cantón de Manzat.

## Demografía
| 444 | 426 | 375 | 360 | 369 | 351 | 392 |
| Para los censos de 1962 a 1999 la población legal corresponde a la población sin duplicidades (Fuente: INSEE [Consultar]) |     |     |     |     |     |     |